# Championnat d'Europe de patinage artistique 1901
Navigation
Édition précédente Édition suivante
Le championnat d'Europe de patinage artistique 1901 a lieu le 13 janvier 1901 à la patinoire extérieure de Vienne dans l'empire d'Autriche-Hongrie.

## Podium
| Épreuves                      | Or           | Argent        | Bronze         |
| ----------------------------- | ------------ | ------------- | -------------- |
| Messieurs résultats détaillés | Gustav Hügel | Gilbert Fuchs | Ulrich Salchow |

## Tableau des médailles
| Rang  | Nation    | Or | Argent | Bronze | Total |
| ----- | --------- | -- | ------ | ------ | ----- |
| 1     | Autriche  | 1  | 0      | 0      | 1     |
| 2     | Allemagne | 0  | 1      | 0      | 1     |
| 3     | Suède     | 0  | 0      | 1      | 1     |
| Total | Total     | 1  | 1      | 1      | 3     |

## Détails de la compétition Messieurs
| Rang | Nom            | Nation    | Places | Points | Fig. impo. | Prog. libre |
| ---- | -------------- | --------- | ------ | ------ | ---------- | ----------- |
| 1    | Gustav Hügel   | Autriche  | 5      |        |            |             |
| 2    | Gilbert Fuchs  | Allemagne | 11     |        |            |             |
| 3    | Ulrich Salchow | Suède     | 14     |        |            |             |